# Bernd Brunnhofer
Bernd Brunnhofer (Graz, Oostenrijk, 1946) auteur van zogenaamde designer games.

## Ludografie
- 1983: Dodge City (samen met Karl-Heinz Schmiel; Hans im Glück)
- 1984: Radar-Flop (samen met Karl-Heinz Schmiel; in der Zeitschrift Spielbox)
- 1988: Greyhounds (Hans im Glück 1985, Mattel 1988)
- 1985: Dippi Totale (samen met Karl-Heinz Schmiel; Hans im Glück)
- 2004: Sint Petersburg (als Michael Tummelhofer; Hans im Glück)
- 2008: Sint Petersburg:  In bester Gesellschaft en Das Bankett (als Michael Tummelhofer; Hans im Glück, Uitbreiding voor Sint Petersburg)
- 2008: Stenen Tijdperk: (als Michael Tummelhofer; Hans im Glück)
- 2011: Stenen Tijdperk: Talisman (als Michael Tummelhofer; Hans im Glück, Uitbreiding voor Stenen Tijdperk)
- 2011: Pantheon (als Michael Tummelhofer; Hans im Glück)
- 2018: Stenen Tijdperk: Jubileum editie (als Michael Tummelhofer; Hans im Glück)
- 2020: Carcassonne: Jagers en Verzamelaars (spel)